# Willy Schärer
Wilhelm Willy Schärer (20. september 1903 i Bern – 20. november 1982 i Bern) var en schweizisk atlet som deltog i de olympiske lege 1924 i Paris.
Schärer vandt en sølvmedalje i atletik under OL 1924 i Paris. Han kom på en anden plads i disciplinen 1500 meter bagefter Paavo Nurmi fra Finland.